# شهرستان زیژونگ
شهرستان زیژونگ (به لاتین: Zizhong County) یک شهرستان‌های جمهوری خلق چین در چین است که در نایجیانگ واقع شده‌است.